# Slezské Rudoltice
Slezské Rudoltice (in tedesco Rosswald) è un comune della Repubblica Ceca facente parte del distretto di Bruntál, nella regione della Moravia-Slesia.